# Marta Le Bouteiller
Marta (al secolo Aimée-Adèle) Le Bouteiller (Percy, 2 dicembre 1816 – Saint-Sauveur-le-Vicomte, 18 marzo 1883) è stata una religiosa francese della congregazione delle Suore delle Scuole Cristiane della Misericordia. È stata beatificata da papa Giovanni Paolo II nel 1990.
Il suo elogio si legge nel Martirologio romano al 18 marzo.